# Calibri
Calibri ([kəˈliːbri]) は、2002年から2004年にLuc(as) de Grootによりデザインされたサンセリフの書体ファミリーである。Microsoft Office 2007とWindows Vistaとともに2007年に一般に公開された。Office 2007において、WordでTimes New Romanに代わってデフォルトの書体となり、PowerPoint, Excel, Outlook, WordPadでArialに代わってデフォルトの書体となった。De Grootはその微妙に丸みを帯びたデザインを「暖かくて柔らかい文字」("a warm and soft character")と説明した。
Calibriは、Windows Vistaでリリースされた様々なデザイナーのフォントをまとめたClearType Font Collectionの一部である。Cで始まりMicrosoftのClearTypeテキストレンダリングシステム（液晶ディスプレイモニターでテキストを読みやすくするように設計されたテキストレンダリングエンジン）とうまく連携するようにデザインされていることを反映している。同じグループの他のフォントは、Cambria, Candara, Consolas, Constantia, Corbelである。

## 特徴
より大きく見えるような微妙に丸みを帯びたステムと角を特徴とする。傾斜した形は手書きの文字の影響を受けた「真のイタリック」であり、多くの現代的なサンセリフ書体に見られる。
書体にはラテン、ラテン文字拡張、ギリシア文字、キリル文字が含まれる。洗練されたOpenTypeフォーマットを多用しており、さまざまな合字、ライニング、数字、最大20のインデックス（円で囲まれた数）、4番目と5番目の文体セットを有効にすることで使用できるようになる代わりのfとgも含まれる。真のスモールキャピタル、すべて大文字の間隔、上付き文字下付き文字のグリフ、任意の分数を作成する機能などの一部の機能はOfficeではサポートされていない。これらはAdobe InDesignなどのプログラムを使用して使うことができる。
潜在的な混乱の原因の1つは視覚的なホモグリフ（容易に混同する文字のペア）である。例えばラテン文字の小文字のLと大文字のi（lとI）は事実上区別できない。しかしながら、これは他の多くのフォントにおいてもあてはまることである。

## 使用

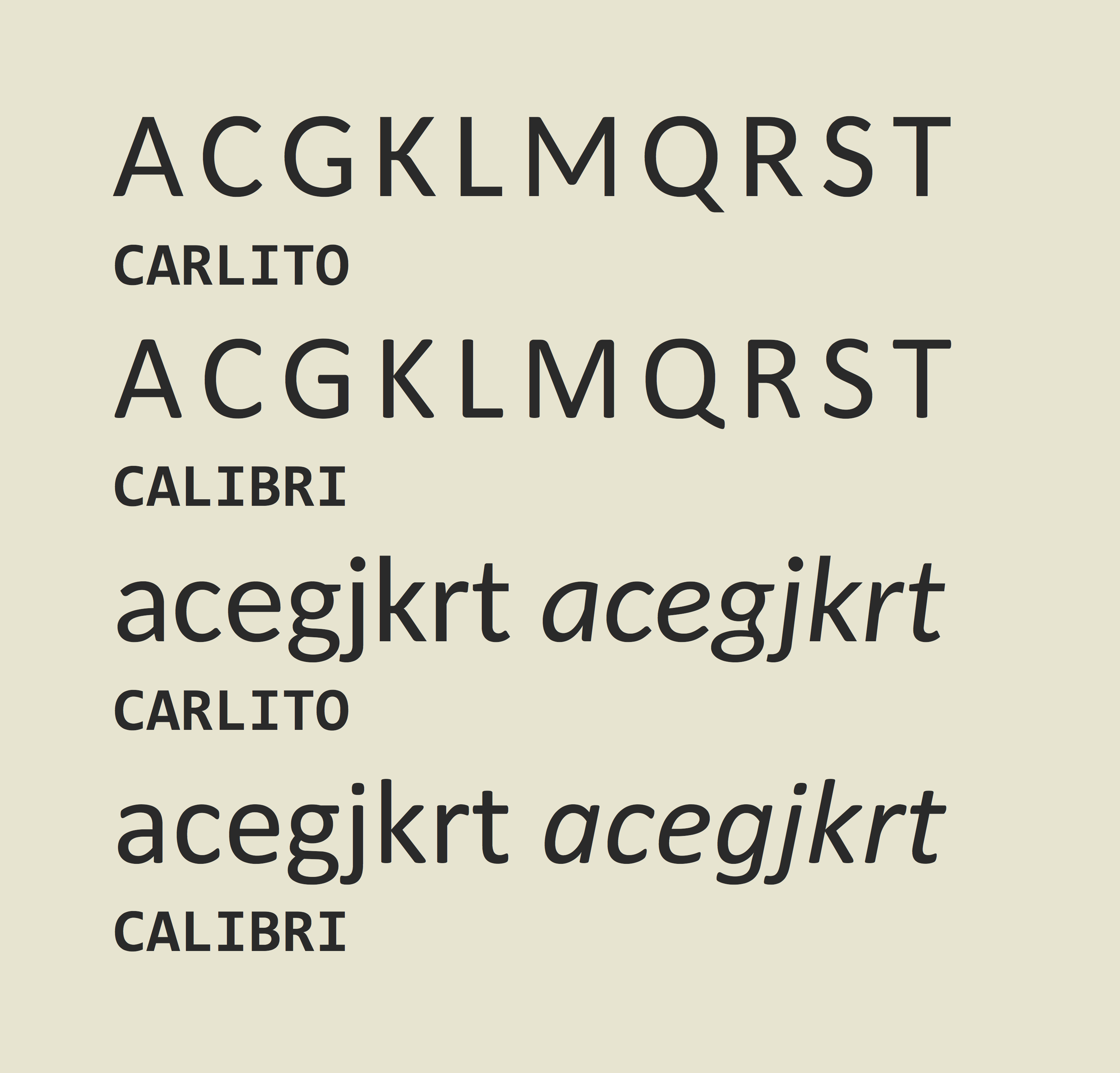
CalibriとCarlitoの比較

Microsoft Officeや他の多くのMicrosoftソフトウェアのデフォルトの書体である。Word for Office 2007のリリースのプログラムマネージャーであるJoe FriendはCalibriに切り替える決定はデフォルトのフォントを画面表示用に最適化したいという願望によるものであると説明した。「我々はより多くの文書が印刷されることはなく、デジタルデバイスでのみ消費されると考え、モダンな外観を達成するためである」。
Windows Vistaの開発が長くなったため、Calibriの開発（2002年から2005年）はOSのリリースの数年前に行われた。Windows Vistaの2005年ベータ版で最初に発表され、コードネームをLonghornとして、2006年5月23日にリリースされたOffice 2007のベータ2版で使用できるようになった。Calibriと残りのClearType Font Collectionは最終的にほとんどのMicrosoftソフトウェア環境でリリースされた後の2007年1月30日に一般にリリースされた。
2021年4月28日、MicrosoftはCalibriをMicrosoft製品全体の新しいデフォルトフォントに置き換えることを発表した。

## 犯罪や政治
OfficeのデフォルトフォントとしてCalibriが採用されていることから、Calibriが一般的に使用できる前の作成日が書かれていたことで文書の偽装が示された事例が多く報告されている。
2017年には、パキスタン政府関連の「パナマ文書事件」（通称：フォントゲート）の証拠として、2006年2月に署名されたとされる文書がCalibriで打たれていることが判明し、このフォントが注目を集めた。De Grootはこの文書が本物である可能性は「本当にゼロ」であると述べている。